# Vidjajevo
Vidjajevo (rusko Видя́ево) je zaprto podeželsko mesto v Murmanski oblasti v Rusiji. Kljub temu, da ima podeželski status, je ustanovljeno kot Vidjajevski urbani okrog, saj federalna zakonodaja status zaprtega mesta dovoljuje samo urbanim naseljem. Leta 2010 je imelo mesto 5771 prebivalcev.
Mesto je znano predvsem po podmorniških oporiščih Severne flote v sosednjih zalivih Ara in Ura guba. Danes sta v zalivu Ara guba nameščeni jurišni jedrski podmornico razreda Kondor.
Mesto je bilo ustanovljeno leta 1958 kot Urica (po reki, ki teče iz Pitjevojega jezera). Leta 1964 je bilo preimenovano po ruskem podmorniškem častniku iz druge svetovne vojne Fjodorju Aleksejeviču Vidjajevemu.